# 구목
구목(仇牧, ? ~ 기원전 682년)은 송나라 민공(閔公) 때 인물이다.

## 개요
기원전 682년 가을 8년 갑오일, 송나라 대부 남궁장만이 송 민공과 장기를 두며 희롱하다 노기에 민공을 시해하는 사건이 벌어졌다. 구목은 민공이 시해당다는 말을 듣고 서둘러 나아가다 문에서 남궁장만을 만나자, 병기를 쥐고 남궁장만을 꾸짖었다. 그러나 남궁장만의 손바닥에 맞아 머리가 부서지고 이가 문지방에 닿았다.